# ستيف بيكر (لاعب كرة قاعدة)
ستيف بيكر (بالإنجليزية: Steve Baker)‏ هو لاعب كرة قاعدة أمريكي، ولد في 30 أغسطس 1956 في يوجين في الولايات المتحدة.

## وصلات خارجية
- ستيف بيكر على موقعبيزبول رفرنس.كوم (الدوري الرئيسي) (الإنجليزية)
- ستيف بيكر على موقعبيزبول رفرنس.كوم (الدوري الثانوي) (الإنجليزية)
- ستيف بيكر على موقع مشجعي الرسوم البيانية (الإنجليزية)